# Чън Би-Хо
Чън Би-Хо е южнокорейски дипломат.

## Образование
Завършил е политически науки и международни отношения. Има докторска степен по политически науки и социология.

## Професионална кариера
Изпълнява мисии в Коста Рика, Европейската комисия, Мексико, Европейския съюз, Франция. От март 2010 г. до юни 2013 г. е извънреден и пълномощен посланик на Република Корея в България.

## Награди и титли
Доктор хонорис кауза на БАН.

## Други
Женен е, има две дъщери. В свободното си време обича да свири на кларинет и да играе голф. Планинар.